# تاكاشي موراياما
تاكاشي موراياما (باليابانية: 村山 隆志) هو مجدف ياباني، ولد في 20 مارس 1951.

## وصلات خارجية
- تاكاشي موراياما على موقع الاتحاد الدولي للتجديف (الإنجليزية)
- تاكاشي موراياما على موقع اللجنة الأولمبية الدولية (الإنجليزية)
- تاكاشي موراياما على موقع أوليمبيديا (الإنجليزية)